# IC 3229
IC 3229 est une galaxie spirale située dans la constellation de la Vierge. Sa vitesse par rapport au fond diffus cosmologique est de 1 891 ± 24 km/s, ce qui correspond à une distance de Hubble de 27,9 ± 2,0 Mpc (∼91 millions d'al). Elle a été découverte par l'astronome allemand Arnold Schwassmann en 1899.
La classe de luminosité d'IC 3229 est II-III et elle présente une large raie HI.
À ce jour, deux mesures non basées sur le décalage vers le rouge (redshift) donnent une distance de 22,650 ± 4,596 Mpc (∼73,9 millions d'al), ce qui est à l'intérieur des valeurs de la distance de Hubble. Cependant, cette galaxie, comme plusieurs de l'amas de la Vierge, est relativement rapprochée du Groupe local et on obtient souvent une distance de Hubble très différente en raison de leur mouvement propre dans le groupe où l'amas où elles sont situées. Notons que c'est avec la valeur moyenne des mesures indépendantes, lorsqu'elles existent, que la base de données NASA/IPAC calcule le diamètre d'une galaxie.

## Identification de IC 3229

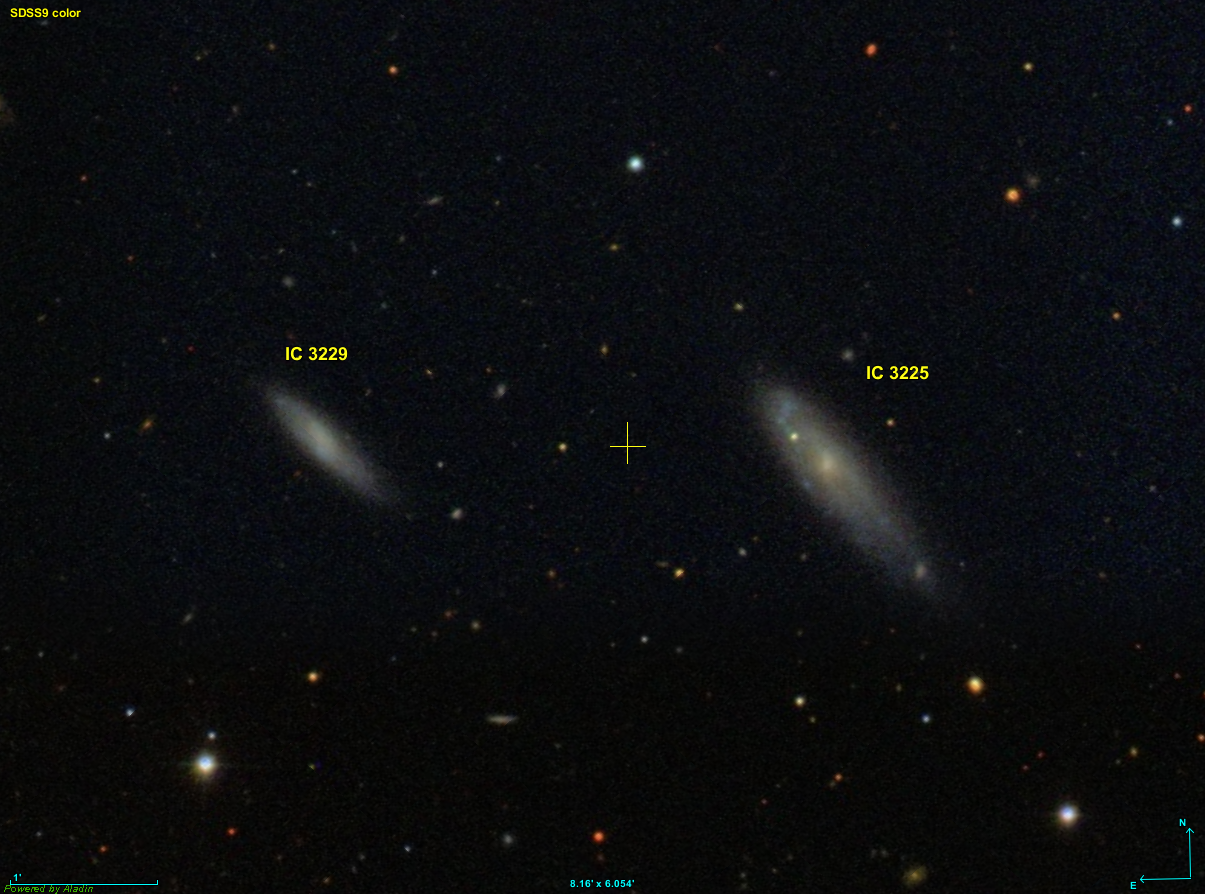
Position de IC 3229 indiquée par Schwassmann.

Toutes les sources consultées identifient la galaxie IC 3229 à PGC 40147, mais selon le professeur Seligman IC 3229 est plutôt un objet inexistant. La position indiquée par Schwassmann tombe entre les galaxies IC 3229 et IC 3225. Les positions relevées par cet astronome étaient en général très précise et puisque la luminosité d'IC 3229 est très faible, le professeur Seligman évoque la possibilité que IC 3229 observé par Schwassmann soit un défaut mineur de la plaque photographique. De plus, Schwassmann a pris deux plaques de la région et il a noté que sur l'autre plaque, IC 3229 était à la limite de perceptibilité. Il est donc possible que l'objet observé par Schwassmann soit inexistant.

## Groupe de M87, de M60 et l'amas de la Vierge
Selon A.M. Garcia, IC 3229 est membre du groupe de M87 (NGC 4486). Ce groupe de galaxies comprend au moins 96 membres, dont 53 apparaissent au New General Catalogue et 17 à l'Index Catalogue.
D'autre part, la plupart des galaxies du New General Catalogue et seulement quatre de l'Index Catalogue apparaissent  dans une liste de 227 galaxies d'un article publié par Abraham Mahtessian en 1998. IC 3229 ne fait pas partie de cette liste. Cette liste comporte plus de 200 galaxies du New General Catalogue et une quinzaine de galaxies de l'Index Catalogue. On retrouve dans cette liste 11 galaxies du Catalogue de Messier, soit M49, M58, M60, M61, M84, M85, M87, M88, M91, M99 et M100.
Toutes les galaxies de la liste de Mahtessian ne constituent pas réellement un groupe de galaxies. Ce sont plutôt plusieurs groupes de galaxies qui font tous partie d'un amas galactique, l'amas de la Vierge. Pour éviter la confusion avec l'amas de la Vierge, on peut donner le nom de groupe de M60 à cet ensemble de galaxies, car c'est l'une des plus brillantes de la liste. L'amas de la Vierge est en effet beaucoup plus vaste et compterait environ 1300 galaxies, et possiblement plus de 2000, situées au cœur du superamas de la Vierge, dont fait partie le Groupe local,.
De nombreuses galaxies de la liste de Mahtessian se retrouvent dans onze groupes décrits dans l'article d'A.M. Garcia, soit le groupe de NGC 4123 (7 galaxies), le groupe de NGC 4261 (13 galaxies), le groupe de NGC 4235 (29 galaxies), le groupe de M88 (13 galaxies, M88 = NGC 4501), le groupe de NGC 4461 (9 galaxies), le groupe de M61 (32 galaxies, M61 = NGC 4303), le groupe de NGC 4442 (13 galaxies), le groupe de M87 (96 galaxies, M87 = NGC 4486), le groupe de M49 (127 galaxies, M49 = NGC 4472), le groupe de NGC 4535 (14 galaxies) et le groupe de NGC 4753 (15 galaxies). Ces onze groupes font partie de l'amas de la Vierge et ils renferment 396 galaxies. Certaines galaxies de la liste de Mahtessian ne figurent cependant dans aucun des groupes de Garcia et vice versa.